# 2006年日本賽馬
2006年日本賽馬（日語：2006年の日本競馬），是2006年（平成18年）日本賽馬界發生的重大事件及各項賽事的記錄。

## 重大事件概要

### 中央競馬

#### 大震撼繼續進擊
於2005年斬下無敗三冠的「大震撼」，本年度繼續於古馬戰線中發揮優秀的表現。其先於春季勝出春季天皇賞及寶塚紀念，獲得第四及五個分級賽冠軍。
其後於10月遠征法國出戰凱旋門大賽，以第三名衝線但最終因違反用藥規定被判失格。返回日本後其繼續於中長途路程進擊，接連攻下日本盃及有馬紀念，並於有馬紀念當日舉行退役儀式。

#### 3歲新星再度出現
而於經典戰線，「名將森遜」成為了3歲馬的主角。其先後勝出皋月賞及東京優駿（有馬紀念），使日本連續兩年出現二冠馬。可惜其於出戰菊花賞時候未能延續勝利，敗於其他對手以第四完賽。

#### 名種馬的最後一代
2002年死亡的「週日寧靜」，於本年度迎來最後一批出戰經典賽的子嗣。可惜，其子嗣當中未能有任何一匹賽駒勝出三冠中的賽事。
而同樣於2002年死亡、僅留下2世代子嗣的「神鷹」，則憑藉「風之歌」攻下菊花賞，同樣出自「神鷹」的「Alondite」更於日本盃泥地大賽中擊敗一眾年長對手奪得冠軍。

#### 分級賽主要變更
人馬錦標升格為二級賽、海洋錦標及堅蘭盃獲升格為三級賽、CBC賞降格為三級賽。一級賽維多利亞一哩賽及二級賽阪神盃設立。

### 地方競馬

#### 輓馬老將實力仍在
10歲老將「Super Pegasus」成功於輓馬紀念達成四連霸的偉業，打破記錄之外亦證明自身的實力未受到年齡影響。

#### 內田博幸打破記錄
隸屬大井競馬場的騎師內田博幸，以年間勝出524場頭馬數字，打破騎師佐佐木竹見的505場頭馬記錄。

## 時間表

### 1月-3月
- 2月4日 - 「Mogaribue」於京都競馬場第4場賽事取得勝利，「北方風味」子嗣連續第28年均有勝場。
- 2月11日 - 「Genkina Shacho」於東京競馬場第7場賽事取得，其600公斤的體重打破中央競馬勝利馬最高體重記錄。
- 3月25日 - 杜拜世界盃賽馬日於阿聯酋詩柏馬場舉行，出戰高多芬一哩賽的「烏托邦」取得冠軍、出戰阿聯酋打吡的「Flamme de Passion」及「Gaburin」分別取得第三及第七、出戰杜拜金莎軒錦標的「Agnes Jedi」取得第六、出戰杜拜草地大賽的「三連冠」及「淺草田園」分別取得第十二及第十六、出戰杜拜司馬經典賽的「真心呼喚」取得冠軍、出戰杜拜世界盃的「雷神精靈」及「星之王」分別取得第四及第七。
- 3月26日 - 「Super Pegasus」勝出輓馬紀念，成為史上首匹四連霸此賽事的賽駒。

### 4月-6月
- 5月14日 - 新加坡航空國際盃於新加坡克蘭芝馬場舉行，出戰的「大宇宙」取得冠軍，為首次有隸屬地方競馬的賽駒勝出海外一級賽。

### 7月-9月
- 7月1日 - 奇斯高一哩賽於美國荷李活園馬場舉行，參戰的「隨心起舞」取得冠軍。
- 7月3日 - 目前擁有種馬「臨泰來」的Arrow Stud決定以24萬美元將其重新售回予Dalham Hall Stud。
- 8月27日 - 「Sunrise King」以1分41.8秒勝出阿蘇錦標，打破泥地1700米賽道日本記錄。

### 10月-12月
- 10月1日 - 凱旋門大賽於法國隆尚馬場舉行，參戰的「大震撼」以第三名衝線。
- 10月19日 - 法國賽馬會公佈調查報告，指出「大震撼」體內被驗出禁制藥品異丙托溴銨。
- 11月7日 - 墨爾本盃於澳洲費明頓馬場舉行，參戰「密州怨曲」及「搖滾樂」分別取得冠軍及亞軍。
- 11月16日 - 法國賽馬會宣佈決定取消「大震撼」於凱旋門大賽的資格。
- 12月2日 - 阪神競馬場裝修工程完成，增加了草地外圈賽道及泥地2000米賽道。
- 12月24日 - 「大震撼」勝出有馬紀念，達成第七個一級賽冠軍，追平「魯鐸象徵」及「好歌劇」的記錄。

## 各賽事結果

### 中央競馬・平地一級賽
| 賽事名                         | 賽事名                         | 賽事名                         | 優勝馬   | 性齡 | 騎師                     | 練馬師                   | 所屬    |
| 月日                           | 馬場                           | 距離                           | 優勝馬   | 性齡 | 馬主                     | 馬主                     | 時間    |
| ------------------------------ | ------------------------------ | ------------------------------ | -------- | ---- | ------------------------ | ------------------------ | ------- |
| 第23回二月錦標                 | 第23回二月錦標                 | 第23回二月錦標                 | 雷神精靈 | 雄4  | 武豐                     | 角居勝彥                 | JRA栗東 |
| 2月19日                        | 東京競馬場                     | 泥1600米                       | 雷神精靈 | 雄4  | 金子真人控股             | 金子真人控股             | 1:34.9  |
| 第36回高松宮紀念               | 第36回高松宮紀念               | 第36回高松宮紀念               | 我情可待 | 雄6  | 柴田善臣                 | 音無秀孝                 | JRA栗東 |
| 3月26日                        | 中京競馬場                     | 草1200米                       | 我情可待 | 雄6  | 小田切有一               | 小田切有一               | 1:08.0  |
| 第66回櫻花賞                   | 第66回櫻花賞                   | 第66回櫻花賞                   | 天之吻   | 雌3  | 安藤勝己                 | 戶田博文                 | JRA美浦 |
| 4月9日                         | 阪神競馬場                     | 草1600米                       | 天之吻   | 雌3  | 吉田和子                 | 吉田和子                 | 1:34.6  |
| 第66回皋月賞                   | 第66回皋月賞                   | 第66回皋月賞                   | 名將森遜 | 雄3  | 石橋守                   | 瀨戶口勉                 | JRA栗東 |
| 4月16日                        | 中山競馬場                     | 草2000米                       | 名將森遜 | 雄3  | 松本好雄                 | 松本好雄                 | 1:59.9  |
| 第133回春季天皇賞              | 第133回春季天皇賞              | 第133回春季天皇賞              | 大震撼   | 雄4  | 武豐                     | 池江泰郎                 | JRA栗東 |
| 4月30日                        | 京都競馬場                     | 草3200米                       | 大震撼   | 雄4  | 金子真人控股             | 金子真人控股             | 3:13.4  |
| 第11回NHK一哩賽                | 第11回NHK一哩賽                | 第11回NHK一哩賽                | Logic    | 雄3  | 武豐                     | 橋口弘次郎               | JRA栗東 |
| 5月7日                         | 東京競馬場                     | 草1600米                       | Logic    | 雄3  | 前田幸治                 | 前田幸治                 | 1:33.2  |
| 第1回維多利亞一哩賽            | 第1回維多利亞一哩賽            | 第1回維多利亞一哩賽            | 隨心起舞 | 雌4  | 北村宏司                 | 藤澤和雄                 | JRA美浦 |
| 5月14一                        | 東京競馬場                     | 草1600米                       | 隨心起舞 | 雌4  | Shadai Race Horse Co Ltd | Shadai Race Horse Co Ltd | 1:34.0  |
| 第67回優駿牝馬（日本橡樹大賽） | 第67回優駿牝馬（日本橡樹大賽） | 第67回優駿牝馬（日本橡樹大賽） | 川上公主 | 雌3  | 本田優                   | 西浦勝一                 | JRA栗東 |
| 5月21日                        | 東京競馬場                     | 草2400米                       | 川上公主 | 雌3  | 三石川上牧場             | 三石川上牧場             | 2:26.2  |
| 第73回東京優駿（日本打吡）     | 第73回東京優駿（日本打吡）     | 第73回東京優駿（日本打吡）     | 名將森遜 | 雄3  | 石橋守                   | 瀨戶口勉                 | JRA栗東 |
| 5月28日                        | 東京競馬場                     | 草2400米                       | 名將森遜 | 雄3  | 松本好雄                 | 松本好雄                 | 2:27.9  |
| 第56回安田紀念                 | 第56回安田紀念                 | 第56回安田紀念                 | 牛精福星 | 閹7  | 柏寶                     | 告東尼                   | 香港    |
| 6月4日                         | 東京競馬場                     | 草1600米                       | 牛精福星 | 閹7  | 王永強                   | 王永強                   | 1.32.6  |
| 第47回寶塚紀念                 | 第47回寶塚紀念                 | 第47回寶塚紀念                 | 大震撼   | 雄4  | 武豐                     | 池江泰郎                 | JRA栗東 |
| 6月25日                        | 阪神競馬場                     | 草2200米                       | 大震撼   | 雄4  | 金子真人控股             | 金子真人控股             | 2:13.0  |
| 第40回短途馬錦標               | 第40回短途馬錦標               | 第40回短途馬錦標               | 兼併目標 | 閹7  | 福達                     | 張奕及Ben Janiak         | 澳洲    |
| 10月1日                        | 中山競馬場                     | 草1200米                       | 兼併目標 | 閹7  | 張奕                     | 張奕                     | 1:08.1  |
| 第11回秋華賞                   | 第11回秋華賞                   | 第11回秋華賞                   | 川上公主 | 雌3  | 本田優                   | 西浦勝一                 | JRA栗東 |
| 10月15日                       | 京都競馬場                     | 草2000米                       | 川上公主 | 雌3  | 三石川上牧場             | 三石川上牧場             | 1:58.2  |
| 第67回菊花賞                   | 第67回菊花賞                   | 第67回菊花賞                   | 風之歌   | 雄3  | 武幸四郎                 | 淺見秀一                 | JRA栗東 |
| 10月22日                       | 京都競馬場                     | 草3000米                       | 風之歌   | 雄3  | Shadai Race Horse Co Ltd | Shadai Race Horse Co Ltd | 3:02.7  |
| 第134回秋季天皇賞              | 第134回秋季天皇賞              | 第134回秋季天皇賞              | 大和主將 | 雄5  | 安藤勝己                 | 上原博之                 | JRA美浦 |
| 10月29日                       | 東京競馬場                     | 草2000米                       | 大和主將 | 雄5  | 大城敬三                 | 大城敬三                 | 1:58.8  |
| 第31回女皇伊利沙伯二世盃       | 第31回女皇伊利沙伯二世盃       | 第31回女皇伊利沙伯二世盃       | 火神     | 雌3  | 福永祐一                 | 白井壽昭                 | JRA栗東 |
| 11月12日                       | 京都競馬場                     | 草2200米                       | 火神     | 雌3  | 關口房朗                 | 關口房朗                 | 2:11.6  |
| 第23回一哩冠軍賽               | 第23回一哩冠軍賽               | 第23回一哩冠軍賽               | 大和主將 | 雄5  | 安藤勝己                 | 上原博之                 | JRA美浦 |
| 11月19日                       | 京都競馬場                     | 草1600米                       | 大和主將 | 雄5  | 大城敬三                 | 大城敬三                 | 1:32.7  |
| 第7回日本盃泥地大賽            | 第7回日本盃泥地大賽            | 第7回日本盃泥地大賽            | Alondite | 雄3  | 後藤浩輝                 | 石坂正                   | JRA栗東 |
| 11月25日                       | 東京競馬場                     | 泥2100米                       | Alondite | 雄3  | Carrot Farm Co Ltd       | Carrot Farm Co Ltd       | 2.08.5  |
| 第26回日本盃                   | 第26回日本盃                   | 第26回日本盃                   | 大震撼   | 雄4  | 武豐                     | 池江泰郎                 | JRA栗東 |
| 11月26日                       | 東京競馬場                     | 草2400米                       | 大震撼   | 雄4  | 金子真人控股             | 金子真人控股             | 2:25.1  |
| 第58回阪神兩歲牝馬錦標         | 第58回阪神兩歲牝馬錦標         | 第58回阪神兩歲牝馬錦標         | 伏特加   | 雌2  | 四位洋文                 | 角居勝彥                 | JRA栗東 |
| 12月3日                        | 阪神競馬場                     | 草1600米                       | 伏特加   | 雌2  | 谷水雄三                 | 谷水雄三                 | 1:33.1  |
| 第58回朝日盃未來錦標           | 第58回朝日盃未來錦標           | 第58回朝日盃未來錦標           | 夢之旅   | 雄2  | 蛯名正義                 | 池江泰壽                 | JRA栗東 |
| 12月10日                       | 中山競馬場                     | 草1600米                       | 夢之旅   | 雄2  | Sunday Racing Co Ltd     | Sunday Racing Co Ltd     | 1:34.4  |
| 第51回有馬紀念                 | 第51回有馬紀念                 | 第51回有馬紀念                 | 大震撼   | 雄4  | 武豐                     | 池江泰郎                 | JRA栗東 |
| 12月24日                       | 東京競馬場                     | 草2500米                       | 大震撼   | 雄4  | 金子真人控股             | 金子真人控股             | 2:31.9  |

### 中央競馬・跳欄一級賽
| 賽事名            | 賽事名            | 賽事名            | 優勝馬        | 性齡 | 騎師      | 練馬師    | 所屬    |
| 月日              | 馬場              | 距離              | 優勝馬        | 性齡 | 馬主      | 馬主      | 時間    |
| ----------------- | ----------------- | ----------------- | ------------- | ---- | --------- | --------- | ------- |
| 第8回中山跳欄大賽 | 第8回中山跳欄大賽 | 第8回中山跳欄大賽 | Karasi        | 閹11 | 史葛      | 麥哥夫    | 澳洲    |
| 4月15日           | 中山競馬場        | 障4250米          | Karasi        | 閹11 | PJ Morgan | PJ Morgan | 4:50.8  |
| 第129回中山大障礙 | 第129回中山大障礙 | 第129回中山大障礙 | Maruka Rascal | 雄4  | 西谷誠    | 瀬戶口勉  | JRA栗東 |
| 12月24日          | 中山競馬場        | 障4100米          | Maruka Rascal | 雄4  | 長河產業  | 長河產業  | 4:41.0  |

### 地方競馬・一級賽
| 賽事名                  | 賽事名                  | 賽事名                  | 優勝馬        | 性齡 | 騎師                       | 練馬師                     | 所屬       |
| 月日                    | 馬場                    |                         | 優勝馬        | 性齡 | 馬主                       | 馬主                       | 時間       |
| ----------------------- | ----------------------- | ----------------------- | ------------- | ---- | -------------------------- | -------------------------- | ---------- |
| 第55回川崎紀念          | 第55回川崎紀念          | 第55回川崎紀念          | 三雄判令      | 雄5  | 内田博幸                   | 川島正行                   | 南關東船橋 |
| 1月25日                 | 川崎競馬場              | 泥2100米                | 三雄判令      | 雄5  | 織戸真男                   | 織戸真男                   | 2:12.8     |
| 第18回柏市紀念          | 第18回柏市紀念          | 第18回柏市紀念          | 三雄判令      | 雄5  | 内田博幸                   | 川島正行                   | 南關東船橋 |
| 5月5日                  | 船橋競馬場              | 泥1600米                | 三雄判令      | 雄5  | 織戸真男                   | 織戸真男                   | 1:38.6     |
| 第29回帝王賞            | 第29回帝王賞            | 第29回帝王賞            | 三雄判令      | 雄5  | 内田博幸                   | 川島正行                   | 南關東船橋 |
| 6月28日                 | 大井競馬場              | 泥2000米                | 三雄判令      | 雄5  | 織戸真男                   | 織戸真男                   | 2:02.1     |
| 第8回日本泥地打吡       | 第8回日本泥地打吡       | 第8回日本泥地打吡       | Friendship    | 雄3  | 内田博幸                   | 角居勝彥                   | JRA栗東    |
| 7月12日                 | 大井競馬場              | 泥2000米                | Friendship    | 雄3  | 吉田照哉                   | 吉田照哉                   | 2:06.1     |
| 第21回打吡大獎賽        | 第21回打吡大獎賽        | 第21回打吡大獎賽        | Man of Purser | 雄3  | 木幡初廣                   | 大久保龍志                 | JRA栗東    |
| 9月18日                 | 盛岡競馬場              | 泥2000米                | Man of Purser | 雄3  | 鈴木義孝                   | 鈴木義孝                   | 2.06.3     |
| 第19回一哩冠軍南部盃    | 第19回一哩冠軍南部盃    | 第19回一哩冠軍南部盃    | Blue Concorde | 雄6  | 幸英明                     | 服部利之                   | JRA栗東    |
| 10月9日                 | 盛岡競馬場              | 泥1600米                | Blue Concorde | 雄6  | Blue Management            | Blue Management            | 1:36.6     |
| 第6回日本育馬場盃一哩賽 | 第6回日本育馬場盃一哩賽 | 第6回日本育馬場盃一哩賽 | Blue Concorde | 雄6  | 幸英明                     | 服部利之                   | JRA栗東    |
| 11月3日                 | 川崎競馬場              | 泥1600米                | Blue Concorde | 雄6  | Blue Management            | Blue Management            | 1:39.6     |
| 第6回日本育馬場盃經典賽 | 第6回日本育馬場盃經典賽 | 第6回日本育馬場盃經典賽 | 時間悖論      | 雄8  | 岩田康誠                   | 松田博資                   | JRA栗東    |
| 11月3日                 | 川崎競馬場              | 泥2100米                | 時間悖論      | 雄8  | Shadai Race Horse Co Ltd   | Shadai Race Horse Co Ltd   | 2:16.1     |
| 第57回全日本兩歲優駿    | 第57回全日本兩歲優駿    | 第57回全日本兩歲優駿    | Furioso       | 雄2  | 内田博幸                   | 川島正行                   | 南關東船橋 |
| 12月20日                | 川崎競馬場              | 泥1600米                | Furioso       | 雄2  | Darley Japan Racing Co Ltd | Darley Japan Racing Co Ltd | 1:41.8     |
| 第52回東京大賞典        | 第52回東京大賞典        | 第52回東京大賞典        | Blue Concorde | 雄6  | 幸英明                     | 服部利之                   | JRA栗東    |
| 12月29日                | 大井競馬場              | 泥2000米                | Blue Concorde | 雄6  | Blue Management            | Blue Management            | 2:03.5     |

### 阿拉伯馬・主要賽事
| 賽事名                                  | 賽事名                                  | 賽事名                                  | 優勝馬      | 性齡 | 騎師     | 練馬師     | 所屬   |
| 月日                                    | 馬場                                    | 距離                                    | 優勝馬      | 性齡 | 馬主     | 馬主       | 時間   |
| --------------------------------------- | --------------------------------------- | --------------------------------------- | ----------- | ---- | -------- | ---------- | ------ |
| Tama Tsubaki紀念第7回全日本阿拉伯大賞典 | Tama Tsubaki紀念第7回全日本阿拉伯大賞典 | Tama Tsubaki紀念第7回全日本阿拉伯大賞典 | Rapidly Run | 雌6  | 藤本三郎 | 那俄性哲也 | 福山   |
| 6月4日                                  | 福山競馬場                              | 泥1800米                                | Rapidly Run | 雌6  | 橋本義房 | 橋本義房   | 1:58.3 |

### 輓馬・一級賽
| 賽事名           | 賽事名           | 賽事名           | 優勝馬         | 性齡 | 騎師     | 練馬師   | 所屬   |
| 月日             | 馬場             | 距離             | 優勝馬         | 性齡 | 馬主     | 馬主     | 時間   |
| ---------------- | ---------------- | ---------------- | -------------- | ---- | -------- | -------- | ------ |
| 第28回帶廣紀念   | 第28回帶廣紀念   | 第28回帶廣紀念   | Missile Tenryu | 雄9  | 鈴木惠介 | 槻館重人 | 旭川   |
| 1月2日           | 帶廣競馬場       | 輓200米          | Missile Tenryu | 雄9  | 藤元厚雄 | 藤元厚雄 | 2:29.3 |
| 第37回Irene紀念  | 第37回Irene紀念  | 第37回Irene紀念  | Mirumi Shuki   | 雄3  | 松田道明 | 今井茂雅 | 旭川   |
| 3月19日          | 帶廣競馬場       | 輓200米          | Mirumi Shuki   | 雄3  | 宮本康弘 | 宮本康弘 | 2:33.7 |
| 第38回輓馬紀念   | 第38回輓馬紀念   | 第38回輓馬紀念   | Super Pagasus  | 雄10 | 藤野俊一 | 大友榮人 | 旭川   |
| 3月26日          | 帶廣競馬場       | 輓200米          | Super Pagasus  | 雄10 | 大友榮司 | 大友榮司 | 4:36.1 |
| 第35回旭王冠賞   | 第35回旭王冠賞   | 第35回旭王冠賞   | Sada Eriko     | 雌6  | 安部憲二 | 金山明彥 | 旭川   |
| 6月11日          | 旭川競馬場       | 輓200米          | Sada Eriko     | 雌6  | 千石貞子 | 千石貞子 | 2:18.5 |
| 第42回岩見澤紀念 | 第42回岩見澤紀念 | 第42回岩見澤紀念 | Anrose         | 雌7  | 藤本匠   | 大友榮人 | 旭川   |
| 10月1日          | 岩見澤競馬場     | 輓200米          | Anrose         | 雌7  | 三井宏悦 | 三井宏悦 | 2:59.3 |
| 第27回北見記念   | 第27回北見記念   | 第27回北見記念   | Anrose         | 雌7  | 藤本匠   | 大友榮人 | 旭川   |
| 11月26日         | 北見競馬場       | 輓200米          | Anrose         | 雌7  | 三井宏悦 | 三井宏悦 | 2:42.2 |
| 第35回輓馬打吡   | 第35回輓馬打吡   | 第35回輓馬打吡   | Nakazen Speed  | 雄3  | 藤本匠   | 岩本正好 | 岩見澤 |
| 12月24日         | 帶廣競馬場       | 輓200米          | Nakazen Speed  | 雄3  | 三浦忠   | 三浦忠   | 1:55.7 |

### 海外勝利
| 賽事名                | 賽事名                | 賽事名                | 賽事名                | 優勝馬   | 性齡 | 騎師                 | 練馬師               | 所屬       |
| 月日                  | 國家/地區             | 馬場                  | 距離                  | 優勝馬   | 性齡 | 馬主                 | 馬主                 | 時間       |
| --------------------- | --------------------- | --------------------- | --------------------- | -------- | ---- | -------------------- | -------------------- | ---------- |
| 第13屆高多芬一哩賽    | 第13屆高多芬一哩賽    | 第13屆高多芬一哩賽    | 第13屆高多芬一哩賽    | 烏托邦   | 雄6  | 武豐                 | 橋口弘次郎           | JRA栗東    |
| 3月25日               | 阿聯酋                | 詩柏馬場              | 泥1600米              | 烏托邦   | 雄6  | 金子真人控股         | 金子真人控股         | 1:35.9     |
| 第9屆杜拜司馬經典賽   | 第9屆杜拜司馬經典賽   | 第9屆杜拜司馬經典賽   | 第9屆杜拜司馬經典賽   | 真心呼喚 | 雄5  | 李慕華               | 橋口弘次郎           | JRA栗東    |
| 3月25日               | 阿聯酋                | 詩柏馬場              | 草2400米              | 真心呼喚 | 雄5  | Shadai Racing Co Ltd | Shadai Racing Co Ltd | 2:31.89    |
| 第6屆新加坡航空國際盃 | 第6屆新加坡航空國際盃 | 第6屆新加坡航空國際盃 | 第6屆新加坡航空國際盃 | 大宇宙   | 雄4  | 五十嵐冬樹           | 田部和則             | 北海道旭川 |
| 5月14日               | 新加坡                | 克蘭芝馬場            | 草2000米              | 大宇宙   | 雄4  | 岡田美佐子           | 岡田美佐子           | 2:06.5     |
| 第9屆奇斯高一哩賽     | 第9屆奇斯高一哩賽     | 第9屆奇斯高一哩賽     | 第9屆奇斯高一哩賽     | 隨心起舞 | 雌5  | 伊偉舵               | 藤澤和雄             | JRA美浦    |
| 7月1日                | 美國                  | 荷李活園馬場          | 草8化朗               | 隨心起舞 | 雌5  | Shadai Racing Co Ltd | Shadai Racing Co Ltd | 1:33.3     |
| 第146屆墨爾本盃       | 第146屆墨爾本盃       | 第146屆墨爾本盃       | 第146屆墨爾本盃       | 密州怨曲 | 雄5  | 岩田康誠             | 角居勝彥             | JRA栗東    |
| 11月7日               | 澳洲                  | 費明頓馬場            | 草3200米              | 密州怨曲 | 雄5  | Sunday Racing Co Ltd | Sunday Racing Co Ltd | 3:21.42    |

### 騎師邀請賽
| 賽事名                      | 賽事名                      | 冠軍     | 所屬       |
| 月日                        | 馬場                        | 冠軍     | 所屬       |
| --------------------------- | --------------------------- | -------- | ---------- |
| 第4屆佐佐木竹見盃騎師大獎賽 | 第4屆佐佐木竹見盃騎師大獎賽 | 酒井忍   | 南關東川崎 |
| 1月24日                     | 川崎競馬場                  | 酒井忍   | 南關東川崎 |
| 超級騎師大賽預賽2006        | 超級騎師大賽預賽2006        | 濱口楠彥 | 愛知笠松   |
| 10月16及24日                | 盛岡競馬場及園田競馬場      | 濱口楠彥 | 愛知笠松   |
| 第19回世界超級騎師大賽      | 第19回世界超級騎師大賽      | 薛寶力   | 德國       |
| 12月2日及3日                | 阪神競馬場                  | 薛寶力   | 德國       |

## 馬匹獎項

### JRA賞
- 馬王：大震撼（雄4、栗東・池江泰郎馬房）
- 最佳2歲雄馬：夢之旅（雄2、栗東・池江泰壽馬房）
- 最佳2歲雌馬：伏特加（雌2、栗東・角居勝彥馬房）
- 最佳3歲雄馬：名將森遜（雄3、栗東・瀨戶口勉馬房）
- 最佳3歲雌馬：川上公主（雌3、栗東・西浦勝一馬房）
- 最屆4歲及以上雄馬：大震撼（雄4、栗東・池江泰郎馬房）
- 最佳4歲及以上雌馬：隨心起舞（雌5、美浦・藤澤和雄）
- 最佳短途馬：大和主將（雄5、美浦・上原博之馬房）
- 最佳泥地馬：Alondite（雄3、栗東・石坂正馬房）
- 最佳跳欄馬：Maruka Rascal（雄4、栗東・瀨戶口勉馬房）
- 最佳父內國產馬：川上公主（雌3、栗東・西浦勝一馬房）

### NAR大獎
- 馬王：三雄判令（雄5、船橋・川島正行馬房）
- 最佳2歲純種馬：Furioso（雄2、船橋・川島正行馬房）
- 最佳3歲純種馬：Charm Asleep（雌3、船橋・佐藤賢二馬房）
- 最佳4歲及以上純種馬：三雄判令（雄5、船橋・川島正行馬房）
- 最佳雌馬：Charm Asleep（雌3、船橋・佐藤賢二馬房）
- 最佳短途馬：Native Heart（雄8、船橋・坂本昇）
- 最佳草地馬：大宇宙（雄5、旭川・田部和則馬房）
- 最佳阿拉伯馬：Kijo Jumbo（雄6、名古屋・井上正）
- 最佳輓馬：Anrose（雌7、旭川・大友榮人）
- 泥地分級賽最佳馬匹：Blue Concorde（雄6、栗東・服部利之）
- 特別表彰：Blue Concorde（雄6、栗東・服部利之）

## 人物獎項

### JRA賞
- 冠軍練馬師：森秀行（栗東、63勝）
- 最高勝率練馬師：池江泰壽（栗東、18.7%勝率）
- 最高獎金練馬師：松田博資（栗東、15億9407萬700日圓獎金）
- 優秀技術練馬師：森秀行（栗東）
- 冠軍騎師：武豐（栗東・自由身、178勝）
- 關東冠軍騎師：橫山典弘（美浦・自由身、134勝）
- 關西冠軍騎師：武豐（栗東・自由身、178勝）
- 最高勝率騎師：武豐（栗東・自由身、22.5%勝率）
- 最高獎金騎師：武豐（栗東・自由身、47億8974萬4900萬日圓）
- 騎師大賞：武豐（栗東・自由身）
- 冠軍跳欄賽騎師：西谷誠（栗東・瀨戶口勉馬房、13勝）
- 冠軍新人騎師：從缺

### NAR大獎
- 最佳練馬師：川島正行（船橋）
- 最佳騎師：内田博幸（大井・松浦備馬房）
- 優秀新人騎師：山本茜（名古屋・今津博之馬房）
- 優秀女騎師：山本茜（名古屋・今津博之馬房）、宮下瞳（名古屋・竹口勝利馬房）、別府真衣（高知・別府真司馬房）
- 最佳運動精神獎：戶崎圭太（大井・香取和孝馬房）
- 特別賞：矢作和人（大井）、田部和則（旭川）、川原正一（園田・曾和直榮）、五十嵐冬樹（旭川・桑原義光馬房）

## 退役馬

### 1月
- Admire Groove
- 旭日飛駒
- 跳舞城
- Still in Love
- 美妙浪漫
- Osumi Cosmo
- 大賞識

### 2月
- 永勝駒

### 3月
- Osumi Haruka
- Daiwa el Cielo

### 4月
- 西沙里奧
- 超預感
- 鈴鹿間風

### 8月
- 成田世紀

### 9月
- Tagano My Bach
- 賞東瀛
- 林肯
- Ingrandire

### 10月
- 春麗

### 11月
- Dantsu Kitcho
- Yamanin Sucre
- 千里通
- 真心呼喚

### 12月
- 時間悖論
- Grab Your Heart
- 隨心起舞
- 各有千秋
- 大震撼

## 誕生

### 馬匹
本年誕生的馬匹為2009年經典世代
- 1月16日 - Narita Crystal
- 1月24日 - Hikaru Amaranthus
- 1月27日 - Viva Vodka
- 2月4日 - 東瀛佐敦[1]
- 2月5日 - 帝王加冕、聖卡羅
- 2月7日 - Iron Look
- 2月10日 - Suni
- 2月14日 - Strong Garuda、La Verita、絲綢創富
- 2月22日 - I Am Kamino Mago
- 2月24日 - Italian Red
- 2月27日 - Get Full Marks
- 3月2日 - Golden Ticket
- 3月9日 - Schon Wald、創升[2]
- 3月10日 - Germinal
- 3月11日 - 宇宙無極[3]
- 3月13日 - Apres un Reve、Sei Crimson
- 3月14日 - 迷人景致[4]、奇銳駿[5]、Fumino Imagine
- 3月16日 - 大獎天使
- 3月19日 - Testa Matta
- 3月21日 - Sunny Sunday
- 3月23日 - T M Aurora
- 3月28日 - Broad Street、貓之拳、Renforcer
- 3月31日 - A Shin Moreover
- 4月1日 - Fusaichi Seven
- 4月3日 - 貴人善忘、一卡美鑽
- 4月4日 - De Gratia
- 4月5日 - 中山慶典[6]
- 4月7日 - Danon Yoyo
- 4月11日 - 咖啡寶[7]
- 4月12日 - Keiai Dosojin
- 4月13日 - 所向披靡[8]
- 4月14日 - Best Member
- 4月16日 - Silk Mobius
- 4月17日 - 挪亞榮駒
- 4月19日 - 紅色夢想[9]
- 4月20日 - Touch Me Not
- 4月24日 - Antonio Barows
- 4月25日 - Inazuma Amaryllis
- 4月26日 - Three Rolls
- 4月27日 - Break Run Out、Early Robusto、Keiai Gerbera
- 4月29日 - I Ko Piko、Sacred Valley
- 4月30日 - 奇幻星雲[10]、T M Harrier
- 5月4日 - Nefer Memory
- 5月9日 - A Shin Cool D
- 5月12日 - Basel River
- 5月17日 - Nike Madrid
- 5月20日 - Namura Titan
- 5月21日 - 赤劍
- 5月22日 - 五花馬
- 5月26日 - 強勁回報[11]
- 6月2日 - Dear Geena

### 人物
- 1月4日 - 吉村誠之助（騎師）
- 3月27日 - 橋木太希（騎師）

## 逝世

### 馬匹
- 1月5日 - Arrow Carry
- 1月30日 - Dyna Cosmos
- 2月2日 - Gallop Dyna
- 2月26日 - Cosmo Sunbeam
- 3月22日 - Heartland Hiryu
- 4月3日 - 目白麥昆
- 4月29日 - Nami
- 8月16日 - Vega
- 8月19日 - Rhein Kraft
- 12月7日 - Hishi Atlas

### 人物
- 1月 - 伊藤修司（前練馬師）
- 3月21日 - 宮川泰（作曲家、主要作品為關西競馬場一級賽的開場小號）
- 8月8日  - 佐藤隆（騎師）
- 9月11日 - 吉永正人（前騎師、練馬師）（前骑师/练马师）
- 9月14日 - 志摩直人（競馬評論家、詩人）